# Muorjejaure (Jokkmokks socken, Lappland)
Muorjejaure är en sjö i Jokkmokks kommun i Lappland och ingår i Luleälvens huvudavrinningsområde.